# Melange viennese
Il melange viennese (in tedesco: Wiener Melange) chiamato anche semplicemente Melange è una particolare specialità con caffè di Vienna.
Il melange è composto da una parte di espresso (a Vienna chiamato Mokka) e una parte di latte con una guarnizione di schiuma di latte. Può essere scambiato per un cappuccino dai non esperti. 
Dal cappuccino però si distingue perché il Melange ha una base di caffè più lungo (Verlängerter Mokka) e con una tostatura più leggera. Viene servito tendenzialmente in porzioni più abbondanti rispetto al cappuccino italiano.